# Palaitha
Palaitha fou un estat tributari protegit, una thikana feudatària de Kotah a Rajputana, formada per 5 pobles, governada per una dinastia rajput hara chauhan. Fou fundada per Kunwar Mohan Singh, segon fill de Rao Madho Singh de Kotah; el primer maharaj va morir el 1658 i va tenir diversos successors; el 1804 regnava Amar Singh I que va morir aquest any. Apji Fateh Singh va goverrnar fins al 1858 i va deixar com successor al seu fill adoptiu Rao Bahadur Apji Amar Singh II, fill d'Apji Agar Singh de Nagda (de la branca júnior de la família). El va succeir el seu fill thakur Sir Oonkar Singh, darrer sobirà, mort el 1951.